# フィーバーは止まらない
『フィーバーは止まらない』（フィーバーはとまらない、原題: A Fever You Can't Sweat Out）は、アメリカ合衆国のポップ・ロック・バンドであるパニック!アット・ザ・ディスコのデビュー・スタジオ・アルバム。2005年9月27日にフュエルド・バイ・ラーメンおよびディケイダンス・レコードから発売された。プロデュースはマット・スクワイアが手がけた。本作は結成メンバーの1人であるブレント・ウィルソンが在籍時に発売された唯一の作品であるが、2006年のウィルソンの解雇に際して「本作のレコーディングおよび楽曲制作におけるウィルソンの実際の貢献度」が論争の的となった。
発売後、Billboard 200で初登場112位を記録し、翌年のチャートで最高位13位を記録した。アルバムからのシングル・カットされた「アイ・ライト・シンズ・ノット・トラジェディーズ〜いつわりのウェディング」は50万枚を越える売上を記録した。アルバムの発売から10年後の2015年にアメリカレコード協会からダブル・プラチナ認定を受けた。
日本盤は2007年1月17日に発売され、ボーナス・トラックとして「アイ・ライト・シンズ・ノット・トラジェディーズ〜いつわりのウェディング」のデンバー公演でのライブ音源、CD-EXTRAとして「アイ・ライト・シンズ・ノット・トラジェディーズ〜いつわりのウェディング」「君がやってくれた方がいいのに」「嘘は女の子が服を脱がずに楽しめる最上の方法」のミュージック・ビデオが追加収録された。

## 背景
ネバダ州ラスベガスサマーリンで当時ビショップ・ゴーマン高校の9年生だったライアン・ロスとスペンサー・スミスが一緒に演奏したことをきっかけに2004年にバンドを結成。その後、ベーシストが探しているなかでパロ・ヴェルデ高校に通うブレント・ウィルソンをメンバーに誘い、ウィルソンがクラスメイトのブレンドン・ユーリーをギタリストとして誘い4人編成となる。4人はまもなくしてスミスの祖母の家のリビングでリハーサルを行なう。この時バンドのリード・ボーカルはロスが務めていたが、リハーサルの初期段階でバッキング・ボーカルを務めていたユーリーの歌声を聞いたメンバーの判断により、ユーリーがリード・ボーカルを務めることとなった。4人はブリンク 182のコピーバンドとして活動を開始した。
その後、メンバーはライブを行わないまま、デモ音源の制作を行ないPureVolumeにアップロードし、LiveJournalのアカウントを通じてフォール・アウト・ボーイのベーシストであるピート・ウェンツにデモ音源を送った。当時ウェンツは、フォール・アウト・ボーイのメンバーとしてロサンゼルスでメジャー・デビュー・アルバム『フロム・アンダー・ザ・コーク・ツリー』の制作を行っていて、4人に会うためにラスベガスに向かった。バンドの演奏を「2〜3曲」聴いたウェンツは感動し、バンドに対して自身が立ち上げたディケイダンス・レコード（当時はフュエルド・バイ・ラーメンの傘下レーベル）の第1弾アーティストとして売り出すために契約を求めた。2004年12月、バンドはレーベルと契約した。
レーベルと契約した段階でネバダ大学ラスベガス校を中退したロスを除くメンバー3人は高校生だったことから、レコーディングは2005年6月に延期されることとなった。その後、アルバムのレコーディングまでの間にユーリーが高校を卒業し、ウィルソンとスミスの2人が通信教育課程を終了した。

## 制作
ユーリー、ウィルソン、スミスの高校卒業後、バンドはアルバムのレコーディングを行なうためにメリーランド州に向かった。レコーディングはSOMD!スタジオで行なわれ、プロデュースはマット・スクワイアが手がけた。バンドは、スクワイアが手がけた作品を聴いて興味を持ち起用した。スクワイアは「彼らの事務所はちょうどパラモアの『オール・ウィ・ノウ・イズ・フォーリング』を手がけたばかりのマイク・グリーンを起用したかったんじゃないかな。クラッシュ・マネジメントとフュエルド・バイ・ラーメンは『あいつは誰だ？』ってなったと思う」と語っている。
アルバム『フィーバーは止まらない』は、11,000ドルの予算でミキシングやマスタリングも含めて3週間半で制作が行なわれた。スタジオに入った段階で曲の半分が完成していて、残りはプリプロダクションで作り上げられた。スクワイアは、2015年の『ビルボード』誌のインタビューで全収録曲のコーラスおよび高音パートは1回のセッションで録音されたと回想している。アルバムの制作作業の終盤、バンドは休みが取れず疲労困憊していた。ロスは、アルバムの完成後は「家に帰って、バンドがどうあるべきかを考えるために2週間を使った」と語っている。
アルバム発売後の2006年5月18日、ウィルソンの脱退が発表される。その翌月にウィルソンの脱退は「責任感のなさ」や「バンド内での音楽的な進歩のなさ」を理由とした「解雇」であったことと、本作においてウィルソンがベースを演奏しておらず、楽曲のベースのパートがユーリーとロスによって作られ、ウィルソンの代わりにユーリーが演奏したことが明かされた。ウィルソンはバンド側の主張を否定し、毎日スタジオに顔を出し作曲作業に参加し、ユーリーにいくらかのセクションの演奏方法を教えたことを主張。その後、ウィルソンはバンドに対してアルバムの売上から得られる印税の25%の支払いを求めた。

## 構成
アルバム『フィーバーは止まらない』の音楽性は、ポップ・パンク、エモ、オルタナティヴ・ロック、エモ・ポップ、バロック・ポップ、エレクトロニカ、ダンス・パンク、ドゥーワップに分類される。楽器はギター、ベース、ドラムといった通常編成に加え、ドラムマシンやシンセサイザー、トランペット、トロンボーン、ヴァイオリン、アコーディオンが取り入れられた。アルバム中では「不誠実な行為」「依存症」「壊れた人間関係」が描かれ、バーレスクやヴォードヴィル、古いブロードウェイ・ミュージカルの様式が取り入れられた。
アルバムの収録曲についてユーリーは「俺達がデビュー・アルバムのために書いた曲はどれもうまくいった。たくさん曲を書いて、その中から良いものを選ぶということは考えていなかった。これまで書いた中で最高の曲をただ作らなければいけなかったんだ」と語っている。スクワイアは、新曲の作曲中にバンドが「アイデンティティ・クライシス」に陥っていたと回想している。バンドはロック調の楽曲を収録することを望んでいなかったが、ある日バンドをランチに連れ出したスクワイアが「アルバムのテーマとして創造的進化の話をしてみてはどうかな？」と伝え、バンドの同意を取り付けた。
ユーリーによれば、「アルバム全体における意欲的な性質」はバンドの「やりたいことをやりたい」という望みを表しているという。ユーリーは、アルバム全体に影響を与えたアーティストや楽曲についてビートルズ、クイーン、ザ・スミス、ネーム・テイクン、キーンの「エヴリバディーズ・チェンジング」を挙げた。
作曲面ではチャック・パラニュークの作品から強く影響を受けており、「殉死と自殺の差は記事になるかならないか」（原題: The Only Difference Between Martyrdom and Suicide Is Press Coverage）は1999年の小説『サバイバー』からの引用で、「さあ踊ろう」（原題: Time to Dance）は同年の小説『インヴィジブル・モンスターズ』が基になっている。本作の収録曲における長い曲名は、当時のポップ・パンク・シーンで長い曲名が採用されていることに気がついたバンドが、「さらに一歩踏み込んで、内輪のジョークとしてさらに長いタイトルを付けよう」と考えたことによるもの。また、「いつもエステバンを神に感謝」はバンドがユニークだと感じたエステバン・ギターズ社のインフォマーシャルへの言及となっている。「神を創造し、僕達は話そう」では、ブリッジでミュージカル『サウンド・オブ・ミュージック』のナンバー「私のお気に入り」のパロディを行なっている。

## 評価

### 第三者による批評
| 専門評論家によるレビュー | 専門評論家によるレビュー |
| レビュー・スコア         | レビュー・スコア         |
| 出典                     | 評価                     |
| ------------------------ | ------------------------ |
| AllMusic                 | [ 37 ]                   |
| Drowned in Sound         | 6/10                     |
| Entertainment Weekly     | B                        |
| Mojo                     | [ 40 ]                   |
| MusicOMH                 | [ 41 ]                   |
| Pitchfork                | 1.5/10                   |
| PopMatters               | 4/10                     |
| Rolling Stone            | [ 43 ]                   |
| The Skinny               | [ 28 ]                   |
| Stylus Magazine          | D                        |

『ビルボード』誌は、発売から10年後の2015年に本作を「現代において最も世論を二分させているアルバムの1つ」と見なした。
『ピッチフォーク』のコリー・D・バイロンは、アルバムにおける「誠実さ、創造性、独創性の欠如」を批判した。『オールミュージック』のジョニー・ロフタスは「パニック!アット・ザ・ディスコはレコードを作ること（声明を出すこと）が好きなバンドのようだが、彼らのやり方にもおおげさに称賛された不愉快な作品の中にもユニークさは見受けられない」と批判した。
『ローリング・ストーン』誌のローレン・ギットリンは3つ星半の評価を付け、「なぜパニック!アット・ザ・ディスコが他と違う（そして素晴らしい）のかといえば、アルバムの弱さを補うダンスフロア向けのシンセサイザーやドラムマシンを使用していることだ」と述べた。『CDJournal』は、エレクトロニカルでダンサブルな要素をフィーチャーしながらのポップ、エモ・パンクは、懐かしくも新鮮、そして陰鬱なグラマラスさがまた刺激的に琴線をくすぐると評した。音楽サイト『ギグワイズ』も本作に対して肯定的に見ている。
各メディアが発表したリストでは、以下のようにランク付けされた。
| 年   | 雑誌                 | 発行国         | リスト                                                                              | 順位 | 注     |
| ---- | -------------------- | -------------- | ----------------------------------------------------------------------------------- | ---- | ------ |
| 2012 | ロック・サウンド     | イギリス       | - モダン・クラシックス101選 - （101 Modern Classics）                               | 16   | [ 46 ] |
| 2016 | ケラング!            | イギリス       | - 2000年代のベスト・ロック・アルバム50選 - （The 50 Best Rock Albums of the 2000s） | 35   | [ 47 ] |
| 2016 | ローリング・ストーン | アメリカ合衆国 | - 史上最高のエモ・アルバム40選 - （40 Greatest Emo Albums of All Time）             | 39   | [ 48 ] |
| 2023 | Yardbarker           | アメリカ合衆国 | - 2000年代のベスト・ポップ・アルバム - （The best pop albums of the 2000s）         | 15   | [ 49 ] |

### 受容とチャート成績
アルバム『フィーバーは止まらない』は、2005年10月15日付のBillboard 200で初登場112位を記録し、以来88週にわたってチャートインし、2006年5月8日付のチャートで最高位13位を記録した。2015年9月時点でアメリカ国内での売上は200万枚を記録している。アメリカレコード協会からは、2023年6月6日付でクワドラプル・プラチナ認定を受けた。
日本では2007年1月17日に発売され、オリコン週間アルバムランキングで最高位20位を記録し、11週にわたってチャートインした。

## 再発売
本作の発売から1年後の2005年11月14日、アメリカ限定かつ25,000部限定のボックス・セット版が発売された。このボックス・セットには、7月22日にデンバーのフィルモア・シアター公演でのライブ映像およびドキュメンタリーを収録したDVDのほか、仮面、新聞記事、ポスター、歌詞カード、ツアープログラムなどが付属した。

## 収録曲

### CD
| 全作詞: ライアン・ロス、全作曲: ライアン・ロス、スペンサー・スミス、ブレンドン・ユーリー。 | |                |                                                                       |      |
| #                                                                                          | タイトル | 作詞           | 作曲・編曲                                                            | 時間 |
| 1.                                                                                         | 「開幕」(Introduction) | ライアン・ロス | ライアン・ロス、 スペンサー・スミス 、 ブレンドン・ユーリー [ 注 3 ]  | 0:37 |
| 2.                                                                                         | 「殉死と自殺の差は記事になるかならないか」(The Only Difference Between Martyrdom and Suicide Is Press Coverage)                                                   | ライアン・ロス | ライアン・ロス、 スペンサー・スミス 、 ブレンドン・ユーリー [ 注 4 ]  | 2:54 |
| 3.                                                                                         | 「機械が書いたロンドンが招いたお金の歌」(London Beckoned Songs About Money Written by Machines)                                                                   | ライアン・ロス | ライアン・ロス、 スペンサー・スミス 、 ブレンドン・ユーリー [ 注 5 ]  | 3:23 |
| 4.                                                                                         | 「朝食には釘を、おやつには鋲を」(Nails for Breakfast, Tacks for Snacks)                                                                                           | ライアン・ロス | ライアン・ロス、 スペンサー・スミス 、 ブレンドン・ユーリー [ 注 6 ]  | 3:23 |
| 5.                                                                                         | 「夜間攻撃」(Camisado) | ライアン・ロス | ライアン・ロス、 スペンサー・スミス 、 ブレンドン・ユーリー [ 注 7 ]  | 3:11 |
| 6.                                                                                         | 「さあ踊ろう」(Time to Dance) | ライアン・ロス | ライアン・ロス、 スペンサー・スミス 、 ブレンドン・ユーリー [ 注 8 ]  | 3:22 |
| 7.                                                                                         | 「嘘は女の子が服を脱がずに楽しめる最上の方法」(Lying Is the Most Fun a Girl Can Have Without Taking Her Clothes Off)                                              | ライアン・ロス | ライアン・ロス、 スペンサー・スミス 、 ブレンドン・ユーリー [ 注 9 ]  | 3:20 |
| 8.                                                                                         | 「幕間」(Intermission) | ライアン・ロス | ライアン・ロス、 スペンサー・スミス 、 ブレンドン・ユーリー [ 注 10 ] | 2:35 |
| 9.                                                                                         | 「君がやってくれた方がいいのに」(But It's Better If You Do) | ライアン・ロス | ライアン・ロス、 スペンサー・スミス 、 ブレンドン・ユーリー [ 注 11 ] | 3:25 |
| 10.                                                                                        | 「アイ・ライト・シンズ・ノット・トラジェディーズ〜いつわりのウェディング」(I Write Sins Not Tragedies)                                                            | ライアン・ロス | ライアン・ロス、 スペンサー・スミス 、 ブレンドン・ユーリー [ 注 12 ] | 3:06 |
| 11.                                                                                        | 「いつもエステバンを神に感謝」(I Constantly Thank God for Esteban)                                                                                                | ライアン・ロス | ライアン・ロス、 スペンサー・スミス 、 ブレンドン・ユーリー [ 注 13 ] | 3:30 |
| 12.                                                                                        | 「君が気づいていないだけでこのテーブルに番号があるのはいい意味がある」(There's a Good Reason These Tables Are Numbered Honey, You Just Haven't Thought of It Yet) | ライアン・ロス | ライアン・ロス、 スペンサー・スミス 、 ブレンドン・ユーリー [ 注 14 ] | 3:16 |
| 13.                                                                                        | 「神を創造し、僕達は話そう」(Build God, Then We'll Talk) | ライアン・ロス | ライアン・ロス、 スペンサー・スミス 、 ブレンドン・ユーリー [ 注 15 ] | 3:40 |
| 合計時間:                                                                                  | 合計時間: | 39:42          |                                                                       |      |

| #         | タイトル | 作詞  | 作曲・編曲 | 時間 |
| --------- | --- | ----- | ---------- | ---- |
| 14.       | 「アイ・ライト・シンズ・ノット・トラジェディーズ〜いつわりのウェディング（ライヴ／デンヴァー・ヴァージョン）」(I Write Sins Not Tragedies (live in Denver)) |       |            | 3:11 |
| 合計時間: | 合計時間: | 42:57 |            |      |

| #         | タイトル                                                                                         | 作詞 | 作曲・編曲 | 時間 |
| --------- | ------------------------------------------------------------------------------------------------ | ---- | ---------- | ---- |
| 1.        | 「アイ・ライト・シンズ・ノット・トラジェディーズ〜いつわりのウェディング」(ミュージック・ビデオ) |      |            | 3:06 |
| 2.        | 「君がやってくれた方がいいのに」(ミュージック・ビデオ)                                           |      |            | 3:36 |
| 3.        | 「嘘は女の子が服を脱がずに楽しめる最上の方法」(ミュージック・ビデオ)                             |      |            | 3:16 |
| 合計時間: | 合計時間:                                                                                        | 9:58 |            |      |

### LP
A面
1. 開幕
2. 殉死と自殺の差は記事になるかならないか
3. 機械が書いたロンドンが招いたお金の歌
4. 朝食には釘を、おやつには鋲を
5. 夜間攻撃
6. さあ踊ろう
7. 嘘は女の子が服を脱がずに楽しめる最上の方法
8. 幕間

B面
1. 君がやってくれた方がいいのに
2. アイ・ライト・シンズ・ノット・トラジェディーズ〜いつわりのウェディング
3. いつもエステバンを神に感謝
4. 君が気づいていないだけでこのテーブルに番号があるのはいい意味がある
5. 神を創造し、僕達は話そう

## クレジット
※特記を除き、出典は『フィーバーは止まらない』のブックレット
パニック!アット・ザ・ディスコ
- ブレンドン・ユーリー – ボーカル、ギター、ベース、キーボード、ピアノ、アコーディオン、オルガン
- ライアン・ロス – ギター、作詞、キーボード、ピアノ、アコーディオン、オルガン
- スペンサー・スミス – ドラム、パーカッション

外部ミュージシャン
- ヘザー・ステッビンス – チェロ（M8, 10, 12, 13）
- ウィリアム・ブラッサード – トランペット（M9, 12）
- サマンサ・バインズ – ヴァイオリン（M10, 12）

制作
- アラン・ファーガソン – 写真
- マット・スクワイア – プロデュース、エンジニア、ミキシング
- パニック!アット・ザ・ディスコ – アディショナル・プロダクション
- UEナスタシ – マスタリング

## チャート

### 週間チャート
| チャート (2005年 - 2007年)            | 最高位 |
| ------------------------------------- | ------ |
| オーストラリア (ARIA)                 | 11     |
| オーストリア (Ö3 Austria)             | 37     |
| ベルギー (Ultratop Flanders)          | 43     |
| カナダ (Nielsen Soundscan)            | 15     |
| デンマーク (Hitlisten)                | 19     |
| ドイツ (Offizielle Top 100)           | 98     |
| アイルランド (IRMA)                   | 59     |
| 日本 (オリコン)                       | 20     |
| オランダ (MegaCharts)                 | 41     |
| ニュージーランド (RMNZ)               | 7      |
| ノルウェー (VG-lista)                 | 37     |
| スコットランド (OCC)                  | 16     |
| スウェーデン (Sverigetopplistan)      | 26     |
| スイス (Schweizer Hitparade)          | 63     |
| UK アルバムズ (OCC)                   | 17     |
| US Billboard 200                      | 13     |
| US Heatseekers Albums (Billboard)     | 1      |
| US Top Alternative Albums (Billboard) | 13     |
| US Top Rock Albums (Billboard)        | 2      |

### 年間チャート
| チャート (2006年)              | 順位 |
| ------------------------------ | ---- |
| オーストラリア (ARIA)          | 39   |
| UK アルバムズ (OCC)            | 88   |
| US Billboard 200               | 32   |
| US Top Rock Albums (Billboard) | 4    |

## 認定
| 国/地域                                                       | 認定        | 認定/売上数 |
| ------------------------------------------------------------- | ----------- | ----------- |
| オーストラリア (ARIA)                                         | Platinum    | 70,000^     |
| カナダ (Music Canada)                                         | Platinum    | 100,000^    |
| ニュージーランド (RMNZ)                                       | Platinum    | 15,000^     |
| イギリス (BPI)                                                | Platinum    | 402,983     |
| アメリカ合衆国 (RIAA)                                         | 4× Platinum | 4,000,000   |
| ^ 認定のみに基づく出荷枚数 · 認定のみに基づく売上数と再生回数 |             |             |